# Sunandha Kumariratana

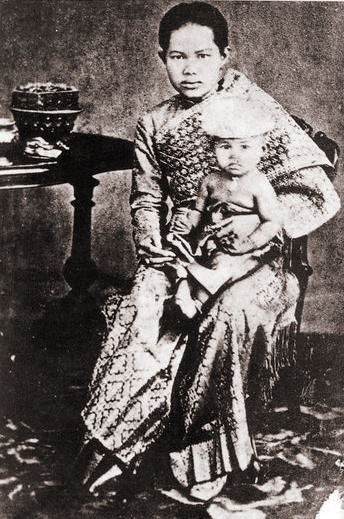
Königin Sunantha mit ihrer Tochter, Prinzessin Kannaphon

Sunandha Kumariratana (Thailändisch: สุนันทากุมารีรัตน์, Thailändisches Umschriftsystem: Sunantha Kumarirat; Aussprache: [sùʔnantʰaː kùʔmaːriːrát]; * 10. November 1860 in Bangkok, Thailand; † 31. Mai 1880 bei Bang Pa In) war die älteste Tochter des Königs Mongkut (Rama IV.) und seiner Frau Piam. Sie war eine Halbschwester und zugleich die erste der vier Königinnen (Hauptfrauen) des Königs Chulalongkorn (Rama V.). Zwei von ihnen waren ihre jüngeren Schwestern, Savang Vadhana und Saovabha Phongsri.
Sunandha Kumariratana ertrank im Alter von 19 Jahren zusammen mit ihrer einjährigen Tochter กรรณาภรณ์เพชรรัตน์ Kannaphon Phetcharat im Bang Pa-in Fluss, als das königliche Boot auf dem Weg zum Sommerpalast in Bang Pa-In kenterte. Es existiert ein Mythos, demzufolge niemand der Anwesenden es wagte sie zu retten, da das Berühren der Königin mit dem Tode bestraft wurde. Dieses Gesetz war allerdings bereits 1873 abgeschafft worden. Im Tagebuch des Königs steht zudem, dass mehrere Bootsmänner sie aus dem Wasser gezogen und auf ein anderes Boot gebracht hatten. Es gelang ihnen nicht, Sunandha wiederzubeleben. Später ließ Chulalongkorn für seine verstorbene Ehefrau und seine Tochter am Palast von Bang Pa-In ein Denkmal aus Marmor errichten.
Die Rajabhat-Universität Suan Sunandha im Bezirk Dusit von Bangkok ist nach Sunandha Kumariratana benannt. Außerdem errichtete ein Höfling, der wie die Prinzessin in einem Jahr des Schweins geboren war, Anfang des 20. Jahrhunderts zu ihren Ehren das „Schweinedenkmal“ am alten Stadtgraben in Bangkok (Khlong Khu Mueang Doem, ugs. คลองหลอด Khlong Lot) zwischen Wat Ratchapradit und Wat Ratchabophit.